# Demänovská hora
Demänovská hora (1304 m) – szczyt w północnej części Niżnych Tatr (tzw. Dziumbierskie Tatry) na Słowacji. W tłumaczeniu na język polski nazwa szczytu oznacza Demianowska Góra.
Znajduje się w zakończeniu bocznego grzbietu Niżnych Tatr, odgałęziającego się w kierunku północnym od grzbietu głównego w szczycie Krupowej Hali, tuż na zachód od najwyższego szczytu tych gór – Dziumbiera. Południowe stoki Demianowskiej Góry opadają do Kotliny Liptowskiej, zachodnie do Doliny Demianowskiej, wschodnie do Iľanovskiej doliny, w południowym kierunku tworzy dość ostry grzbiet przechodzący w szczyt Kurence (1284 m).
Przez Demianowską Górę prowadzi żółty szlak turystyczny. Omija on jej szczyt, trawersując go po zachodniej stronie, nad Doliną Demianowską. Można jednak wyjść na szczyt – od żółtego szlaku wyznakowano podejście na szczyt (20 min). Kończy się ślepo na szczycie, powrót do żółtego szlaku tą samą ścieżką.
Demänovská hora zbudowana jest ze skał wapiennych. Jest porośnięta lasem, z którego w wielu miejscach wystają ponad drzewami wapienne turnie i skały. Na południowo-zachodnim stoku jest duża polana, szlak turystyczny prowadzi jej górnym obrzeżem. Rozciągają się stąd widoki na Kotlinę Liptowską. Dobrze rozwinięte są zjawiska krasowe. W zachodnich zboczach góry znajduje się jedna z bardziej znanych słowackich jaskiń – Demianowska Jaskinia Lodowa, udostępniona do turystycznego zwiedzania.
Szlak turystyczny

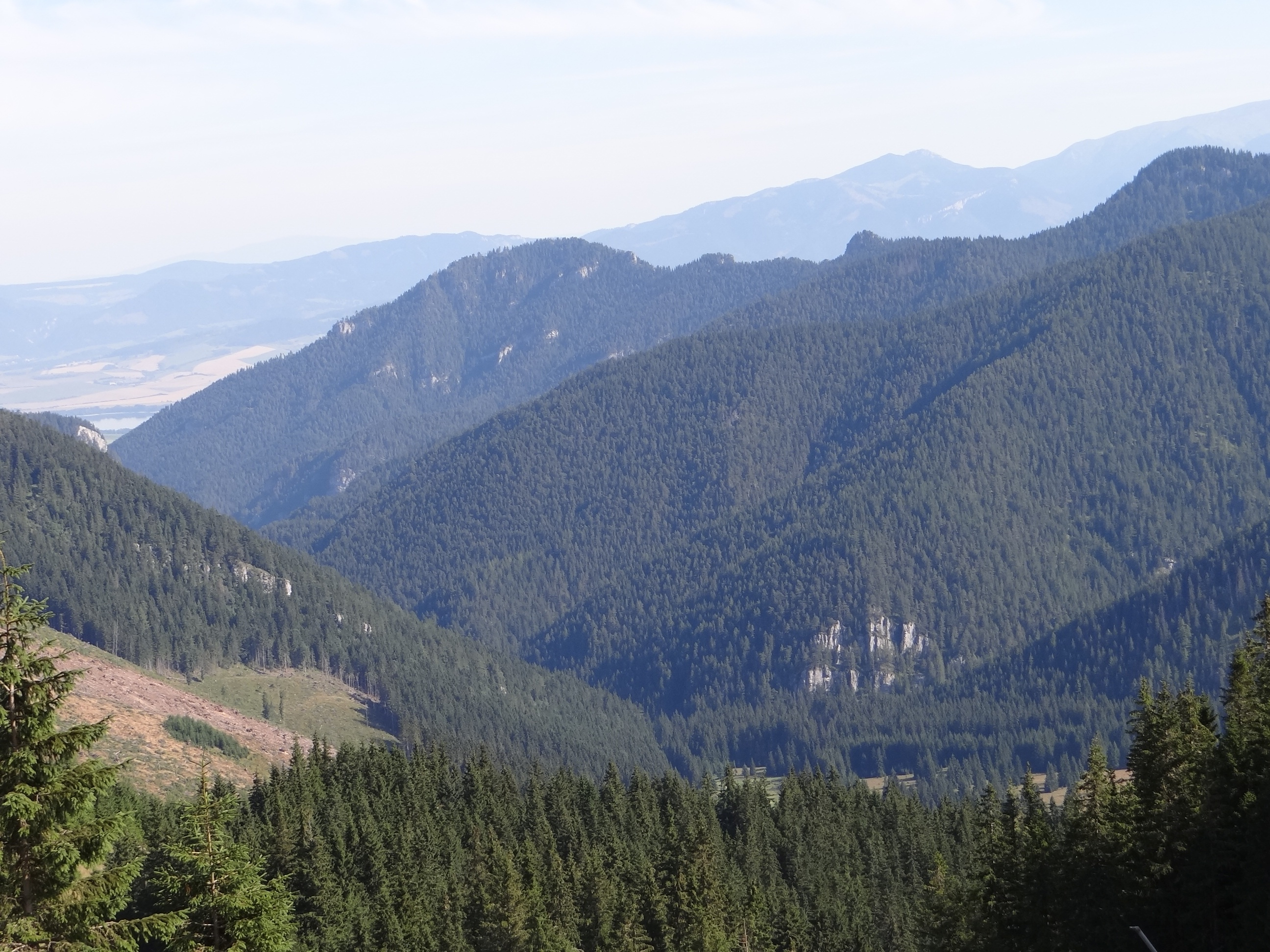
Widok na Demianowską Górę ze stoków Chopoka

  autokemping Bystrina –  Demänovská hora – Iľanovske sedlo – sedlo Machnatô (skrzyżowanie ze szlakiem niebieskim). Czas przejścia: 3 h, ↓ 2.25 h